# Flyover Country

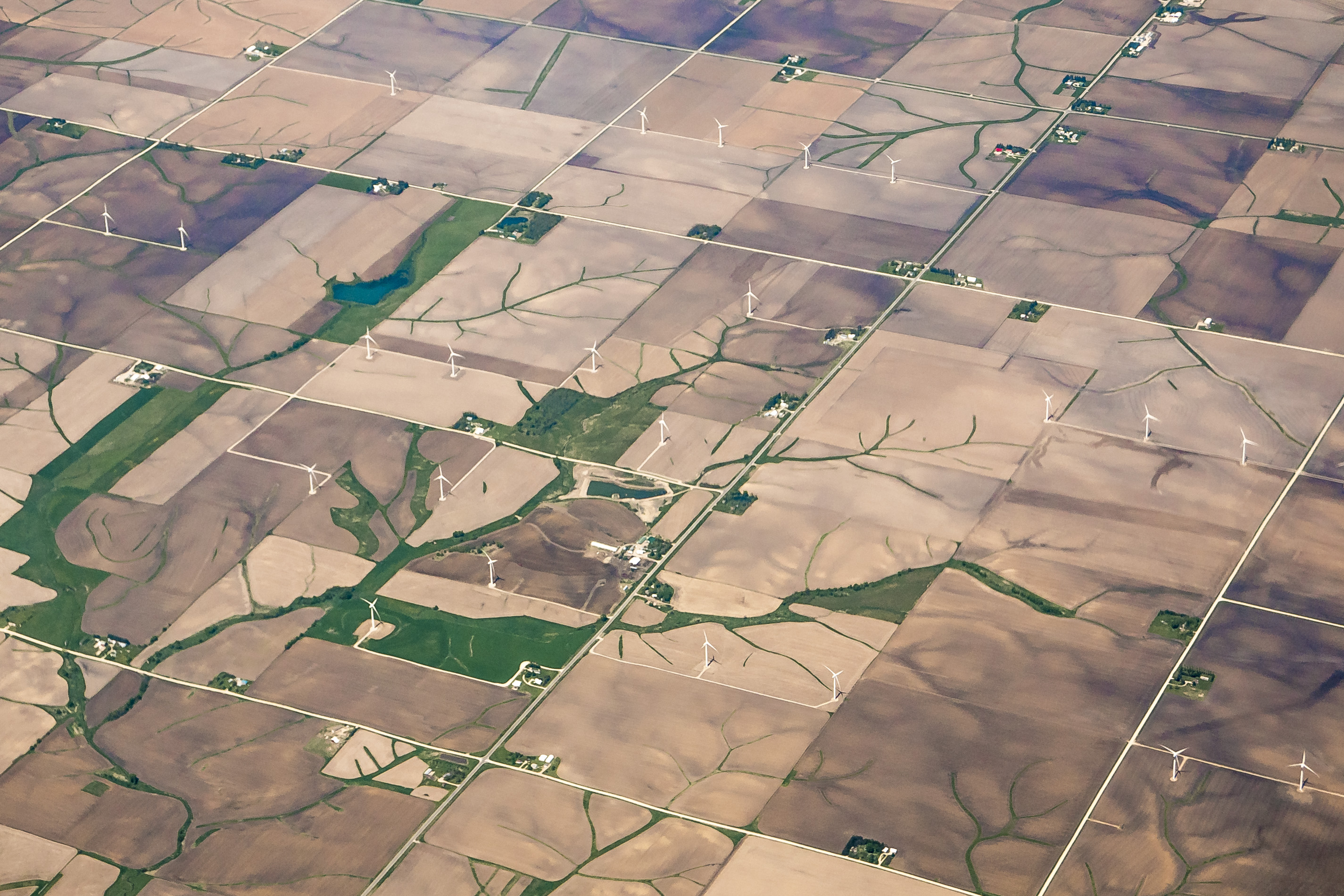
Iowa vom Flugzeug aus gesehen

Ergebnis der Präsidentschaftswahl 2016 nach Countys (blau für Demokraten, rot für Republikaner). Die großenteils geringer besiedelten Countys im Landesinneren gingen weit überwiegend an die Republikaner, während die Demokraten die Städte und dicht besiedelten Gebiete an den Küsten dominierten.

Flyover country, flyover states oder Flyoverland (Überflugland, Überflugstaaten) sind Phrasen im amerikanischen Englisch, die die US-Bundesstaaten zwischen Ost- und Westküste beschreiben. Der Ausdruck wird oft in abwertender Weise benutzt und spielt auf die beiden Megalopolen, Boswash an der Atlantikküste und Sansan an der Pazifikküste, an, in denen sich die Wirtschaftszentren der Vereinigten Staaten befinden. Die Bezeichnung spielt darauf an, dass einige Bewohner der Küsten die deutlich weniger besiedelten Gebiete dazwischen nur von Flügen aus der Luft kennen.

## Weiteres
- Ein Song von Jason Aldean mit dem Titel Fly Over States spielt auf das Thema an.
- Ein Spielfilm aus dem Jahr 2013, der in der Mitte der USA spielt, trägt den Titel Flyover Country.[2]